# 10425 Landfermann
10425 Landfermann (1999 BE6) là một tiểu hành tinh vành đai chính được phát hiện ngày 20 tháng 1 năm 1999 bởi ODAS ở Caussols.